# Máquina frigorífica
Diagrama do ciclo de uma máquina frigorífica por compressão simples: 
1 - condensador 
2 - válvula de expansão 
3 - evaporador 
4 - compressor.
Uma máquina frigorífica é um tipo de máquina térmica geradora que transforma algum tipo de energia, habitualmente mecânica, em energia térmica para obter e manter em um recinto uma temperatura menor que a temperatura exterior. A energia mecânica necessária pode ser obtida previamente a partir de outro tipo de energia, como a energia elétrica mediante um motor elétrico.
Atualmente, no Brasil, as empresas fornecedoras destes tipos de Máquinas costumam utilizar o nome em inglês: chillers como melhor definição. Sendo assim, na indústria, quando procurados, os equipamentos são principalmente indicados com o nome em inglês.
Esse tipo de equipamento é utilizado principalmente no resfriamento de água e ar em processos industriais, no entanto também pode ser utilizado em grandes estruturas de construção como shoppings, grandes lojas, supermercados, centros comerciais, edifícios e até mesmo em navios e grandes estruturas móveis. Na indústria é utilizado na produção de objetos de plástico no resfriamento de líquido para injeção, extrusão, sopro e outros. Além disso, também participa da carbonatação de bebidas no setor alimentício, resfriamento de óleo no setor mecânico (usinagem, brasagem, metalurgia, siderurgia) e muitos outros processos como os indicados abaixo:
- Construção e contratação;
- Indústrias Alimentícias;
- Indústrias Farmacêuticas;
- Indústrias do petróleo e gás, petroquímica e refinarias;
- Hospitais;
- Indústrias de Químicos e Derivados;
- Mineração e tunelamento;
- Equipamentos de telecomunicações e locais da torre de controle das células;
- Indústrias de transformação de Plástico;
- Indústria Metalomecânica